# Sergio Santamaría

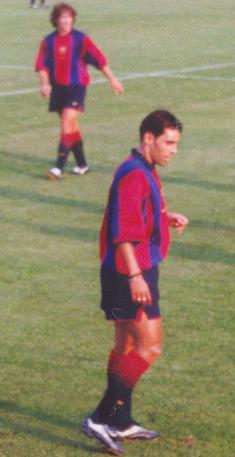
Santamaría als speler van FC Barcelona

Sergio Santamaría González (Málaga, 16 juli 1980) is een Spaans profvoetballer. Hij speelt sinds 2007 als vleugelaanvaller bij CD Logroñés.

## Clubvoetbal
Santamaría begon met voetballen in 1991 bij La Cala CF. Na één seizoen vertrok hij al naar de jeugd van profclub Málaga CF. Uiteindelijk kwam Santamaría in 1996 terecht in de  jeugdopleiding (cantera) van FC Barcelona. Vanaf het seizoen 1998/99 speelde de aanvaller bij Barça B. Louis van Gaal liet de Spanjaard op 19 mei 2000 op de slotspeeldag van het seizoen 1999/2000 tegen Celta de Vigo debuteren in het eerste elftal. Het jaar daarna speelde Santamaría naast zijn wedstrijden bij Barça B ook een competitieduel en een UEFA Cup-wedstrijd, op 22 februari 2001 tegen AEK Athene, met de hoofdmacht. FC Barcelona verhuurde Santamaría vervolgens aan Real Oviedo (2001/2002) en Elche CF (2002/2003). In 2003 keerde hij terug om weer in Barça B te gaan spelen. Frank Rijkaard liet hem in 2003/2004 vier competitieduels met het eerste elftal spelen. Sindsdien speelde Santamaría op huurbasis bij Deportivo Alavés (2004/2005),  Albacete (2005/2006), UE Sant Andreu (2006/2007) en CD Logroñés (sinds 2007).

## Nationaal elftal
Op het WK Onder-17 van 1997 in Egypte werd Sergio Santamaría verkozen tot speler van het toernooi. Spanje behaalde op dat WK destijds de derde plaats.